# Timișoreana
Timișoreana este o marcă de bere românească, înființată în Timișoara,Banat, Imperiul Habsburgic, în anul 1718. Fabrica a fost fondată din ordinul prințului Eugen de Savoia, ulterior fiind susținută financiar în anul 1872 de către timișoreni cu ocazia recesiunii din Austro-Ungaria.

## Evenimente și parteneriate
Din 2005 până în 2012, Timișoreana a organizat un turneu național prin care sărbătorea înființarea primei fabrici de bere de pe actualul teritoriu al României intitulat „Serbările Timișoreana”. Începând cu 2013, Serbările Timișoreana se desfășoară la Timișoara.
Din 2006 Timișoreana a fost sponsor principal în Cupa României. Din anul 2012 Timișoreana devine sponsor principal al echipei naționale de fotbal.